# Liolaemus tandiliensis

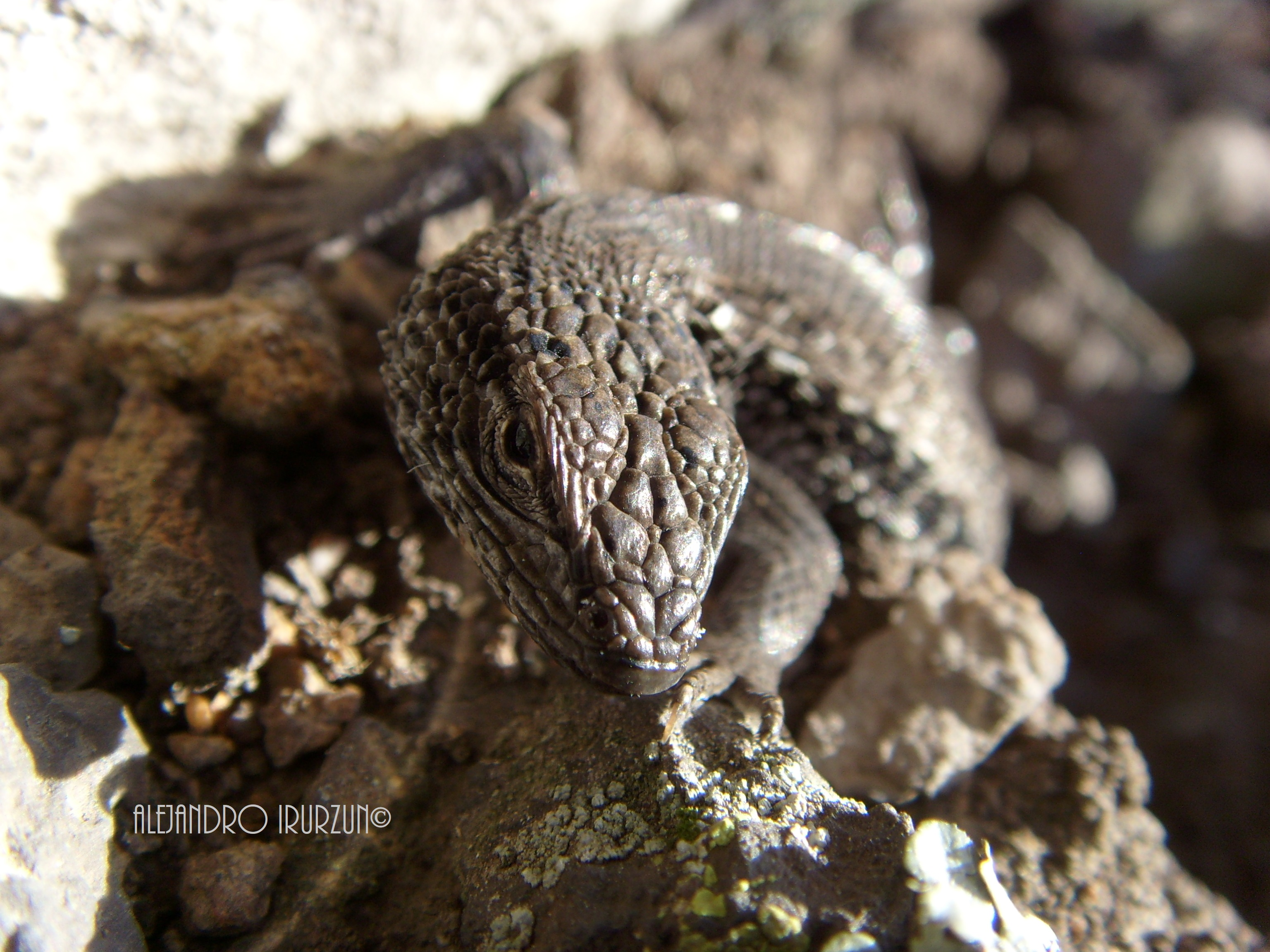
Liolaemus Tandiliensis

La lagartija de Tandil (Liolaemus tandiliensis) es una especie de lagarto liolaémido del género Liolaemus. Este saurio habita en el centro-este de la Argentina.

## Distribución y costumbres
Es un saurio endémico del sistema de Tandilia, situado en la zona centro-sudeste del interior de la Provincia de Buenos Aires (Argentina). En estos cordones orográficos es la única especie del género Liolaemus. Se colectaron ejemplares de esta lagartija en las sierras: de los Padres, de Los Difuntos, La Brava, del Volcán, La Vigilancia y de Tandil (en Azucena y en el arroyo de Los Huesos, con muestras depositadas en el Museo de Ciencias Naturales Bernandino Rivadavia).
Es un saurio especialista de ambientes saxícolas, ya que habita en biotopos rocosos, en sectores con grandes bloques de rocas, sobre las cuales se asolea y bajo ellas busca refugio ante el peligro. Es un lagarto muy poco abundante y diurno; su dieta se compone de pequeños insectos y arañas. Su reproducción ocurre durante los primeros meses del verano; es ovípara, con puestas inferiores a los 5 huevos por año.

## Taxonomía y características

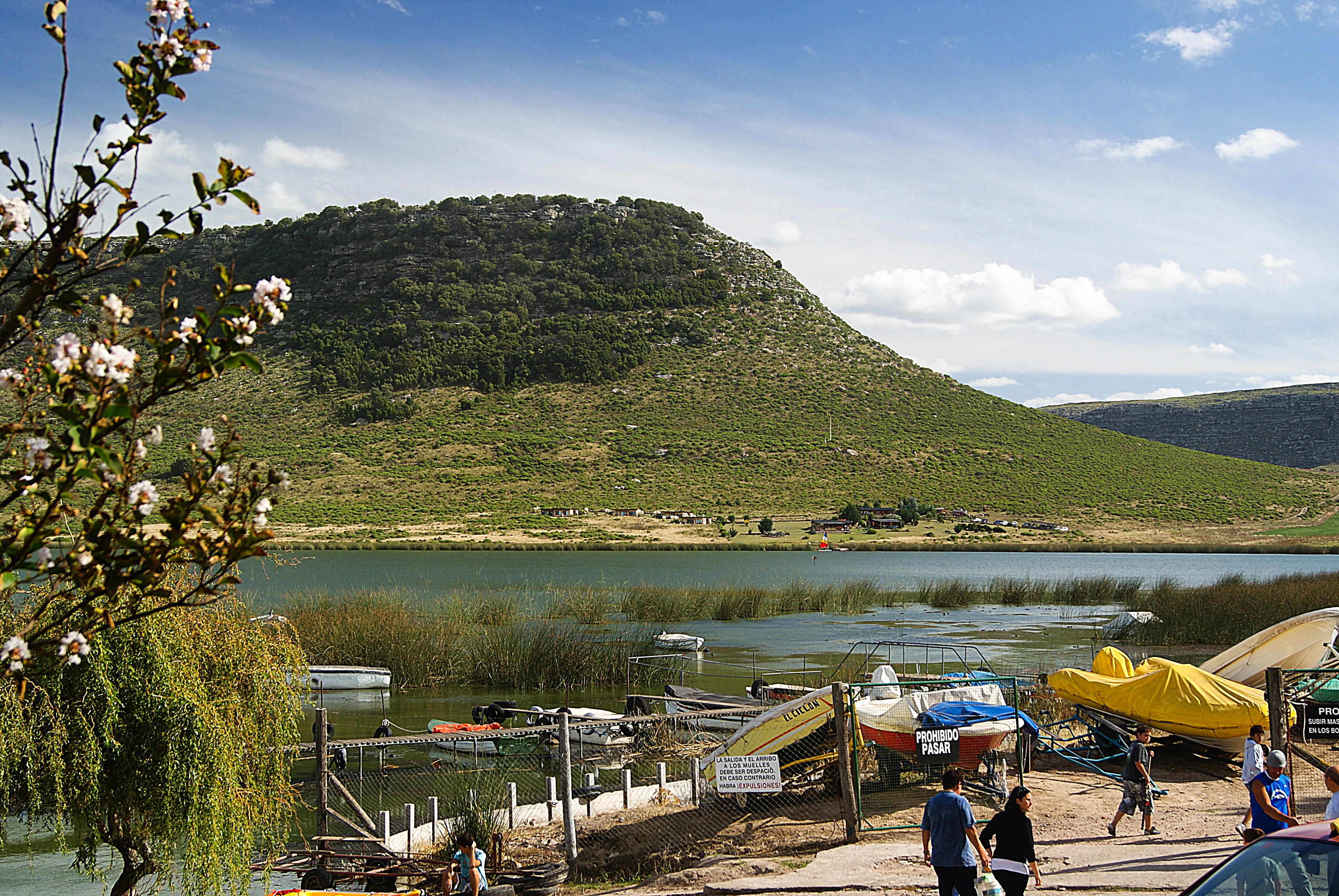
Laderas rocosas que rodean a la laguna La Brava, un ejemplo del hábitat característico de esta especie.

Liolaemus tandiliensis fue descrita originalmente en el año 2008 por los zoólogos argentinos Laura Estela Vega, Patricio J. Bellagamba  y Fernando Lobo.
Ejemplar tipo
El ejemplar holotipo es el asignado con el código MLP (Universidad  Nacional de Mar del Plata) N° 0561.
Localidad tipo
La localidad tipo es: “Sierra Los Difuntos, Partido de General Pueyrredón, provincia de Buenos Aires, Argentina (37 ̊53’30S 57 ̊50’30W).”
Etimología
Etimológicamente el término genérico Liolaemus se origina en dos palabras del idioma griego, lio que significa ‘liso’ y laemus (de laimos) que se traduce como ‘garganta’. El nombre específico tandiliensis refiere a la región de la cual es endémica: el sistema de Tandilia.
Características
Liolaemus tandiliensis es un lagarto pequeño, de conformación esbelta. Anteriormente estas poblaciones serranas eran asignadas a Liolaemus gracilis, si bien se remarcaba que las poblaciones de Tandilia diferían de las de los cordones arenícolas que bordean la costa marítima próxima.
Dorsalmente Liolaemus tandiliensis posee un fondo pardo sobre el cual se suelen disponer 2 tenues bandas laterales claras rodeadas de manchas segmentadas marrones oscuras; ventralmente es gris plomiza. Puede diferenciarse de L. gracilis por el patrón cromático al tener las bandas dorsolaterales claras poco visibles o ausentes, al no tener la delgada línea negra que las bordea en L. gracilis, al tener manchas paravertebrales segmentarias y de tamaño pequeño y por exhibir en la garganta manchas finas difusas y densas.
En cuanto a las diferencias morfológicas, L. tandiliensis presenta la escama auricular menos diferenciada y las escamas temporales quilladas o levemente quilladas. Además, posee una mayor longitud entre hocico y cloaca que L. gracilis, la cual tiene la cabeza más angosta, el sector medio del cuerpo más grueso y la cola más larga que L. tandiliensis.
La longitud total es de 13 cm, correspondiendo a la del hocico a la cloaca 5 cm y el resto a la cola de 8 cm.

## Conservación
En una clasificación del año 2012 esta lagartija fue categorizada como "Amenazada", en razón de poseer una geonemia pequeña (con una superficie menor a los 20 000 km²) la cual se encuentra casi en su totalidad en campos privados, donde es afectada por incendios y por la explotación de canteras.